# Christoph von Elmendorff
Christoph Bernhard Joseph Franz Anton Maria Freiherr von Elmendorff (* 16. Juni 1774; † 17. Dezember 1834 in Höxter) war ein deutscher Domherr und Politiker aus dem Adelsgeschlecht Elmendorff.
Von Elmendorff war Herr zu Langewische in der Grafschaft Tecklenburg und dem Alten Hof in Höxter. Er heiratete Florentine Antoinette geborene Rode. Aus der Ehe gingen die Kinder Ferdinand (* 1813), Caroline und Ludwig (* 1821; wurde später Mitglied im preußischen Abgeordnetenhaus) hervor.
Von Elmendorff, der katholischen Glaubens war, war Domherr in Lübeck und Paderborn. Im eigentlich protestantischen Hochstift Lübeck konnten bis zu vier Domherren katholischer Konfession sein, von Elmendorff war seit 1795 dort dritter Catholicus. In Paderborn war er von 1798 bis 1810 Domherr. Seine Heirat erfolgte nach dem säkularisationsbedingten Erlöschen dieser geistlichen Pfründe.
1830/31 war er Abgeordneter für den Wahlbezirk Paderborn und die Stadt Münster im Provinziallandtag der Provinz Westfalen.